# Ремон (лунный кратер)
Кратер Ремон (лат. Raimond) — крупный древний ударный кратер в экваториальной области обратной стороны Луны. Название присвоено в честь голландского астронома Жана Жака Ремона (1903—1961) и утверждено Международным астрономическим союзом в 1970 г. Образование кратера относится к нектарскому периоду.

## Описание кратера

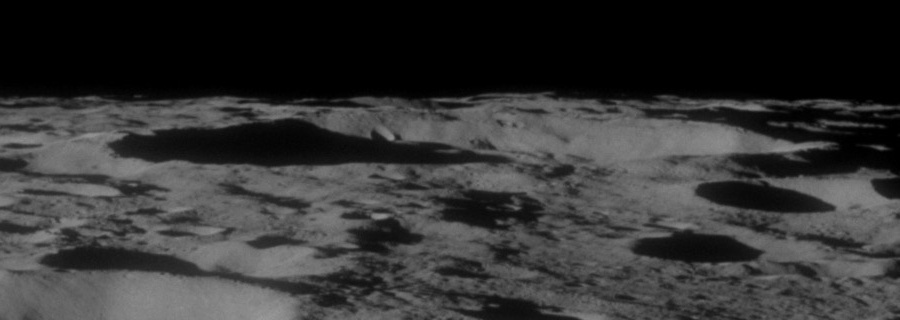
Снимок кратера с борта Аполлона-11.

Ближайшими соседями кратера являются кратер Мак-Мас на западе-северо-западе; кратер Бредихин на севере-северо-востоке; кратер Митра на северо-востоке; кратеры Хеньи и Дирихле на востоке-юго-востоке и кратер Лебединский на юго-западе. Селенографические координаты центра кратера 14°47′ с. ш. 159°38′ з. д. / 14,78° с. ш. 159,63° з. д., диаметр 68,4 км, глубина 2,8 км.
Кратер имеет полигональную форму и несколько вытянут в направлении восток-запад. Вал сглажен, в северной и южной части имеет понижения. Внутренний склон вала неравномерный по ширине, наиболее широкий в юго-западной части. Высота вала над окружающей местностью достигает 1290 м, объем кратера составляет приблизительно 4400 км³. Дно чаши относительно ровное, с невысокими округлыми холмами. В северной части чаши расположен приметный небольшой чашеобразный кратер, в восточной – короткая цепочка мелких кратеров.
Местность вокруг кратера отмечена радиальными цепочками и светлыми лучами от кратера Джексон расположенного на северо-востоке.

## Сателлитные кратеры

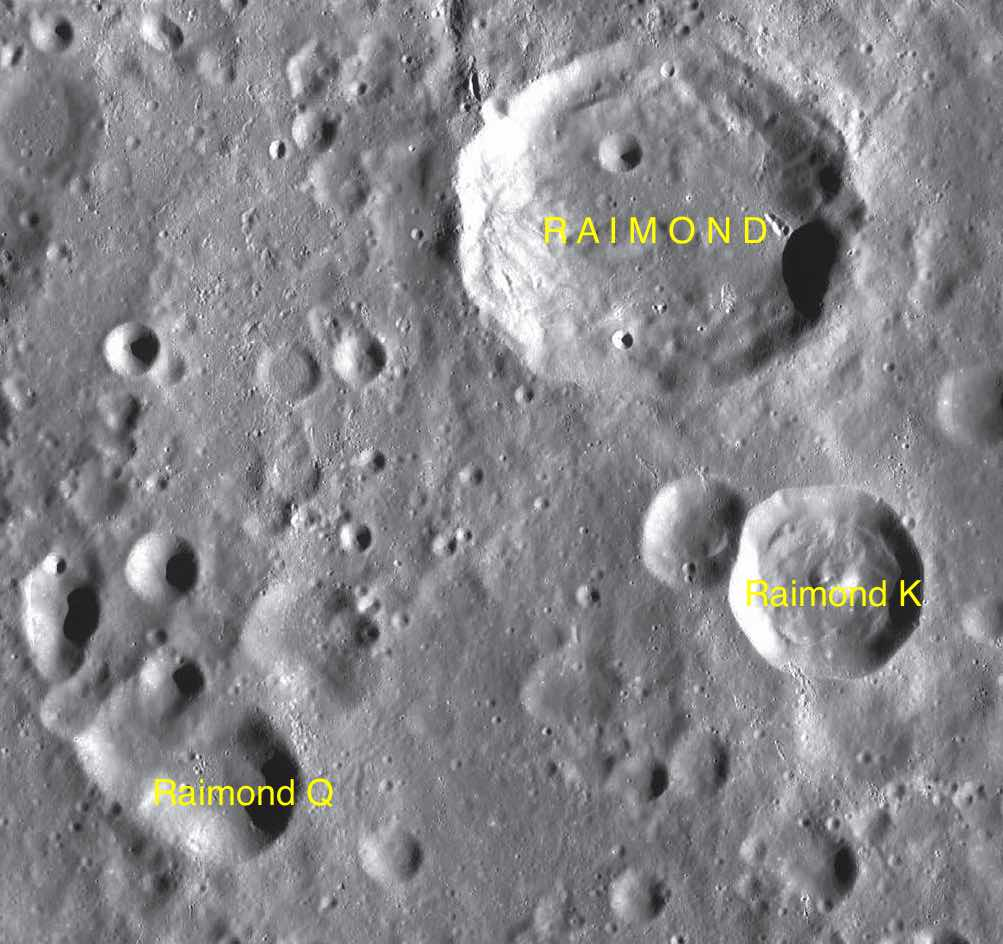
Фрагмент карты LAC-69.

| Ремон | Координаты                                              | Диаметр, км |
| ----- | ------------------------------------------------------- | ----------- |
| K     | 12°46′ с. ш. 158°40′ з. д. / 12,77° с. ш. 158,67° з. д. | 32,9        |
| Q     | 11°40′ с. ш. 162°05′ з. д. / 11,66° с. ш. 162,09° з. д. | 27,5        |